# Selección femenina de fútbol de Uruguay
La selección femenina de fútbol de Uruguay es el equipo representativo del país en las competiciones oficiales de fútbol femenino. Su organización está a cargo de la Asociación Uruguaya de Fútbol (AUF), perteneciente a la Confederación Sudamericana de Fútbol (Conmebol). Conocida como la Celeste o las Charrúas, se encuentra afiliada a la Federación Internacional de Fútbol Asociación (FIFA).

## Historia
Jugado extraoficialmente durante décadas, el fútbol femenino tuvo su departamento en la Asociación Uruguaya de Fútbol a partir del año 1996, con lo cual en 1997 se disputó la primera temporada oficial del Campeonato Uruguayo de fútbol femenino. Rampla Juniors, club que ya contaba con planteles estables desde 1993, fue el encargado de estrenar la actividad cuando enfrentara en amistoso internacional a la selección femenina de Nueva Zelanda, en cotejo que perdieran las picapiedras 1-2 pero jugando en buena forma, lo que haría presagiar luego la obtención del título de campeón uruguayo.
Ese mismo año también comenzó a jugar la selección uruguaya, en choque amistoso ante su similar canadiense que sirviera de preliminar para el cotejo clasificatorio que enfrentaría a las selecciones masculinas de Uruguay y Argentina en busca de un lugar para el mundial de Francia 1998.
La primera participación de la celeste en un certamen continental tuvo lugar en el sudamericano de 1998, clasificatorio para el mundial 99 de la especialidad. En el debut cae ante las paraguayas por 3 a 2. La mejor participación hasta el momento en los sudamericanos tuvo lugar en la edición de 2006 donde las charrúas consiguen el tercer lugar del cuadrangular final, clasificándose de esta manera para los juegos panamericanos 2007. En el año 2012 la Selección femenina Sub-17 se corona Vicecampeona del torneo obteniendo el pasaje a la Copa del Mundo en su única participación.
En el año 2015 fue nombrado el Entrenador Ariel Longo como Coordinador y Entrenador de Selecciones Nacionales, donde viene trabajando con miras al Mundial FIFA Sub-17 que se llevó a cabo en Uruguay en noviembre del 2018.
Se ha tenido una relevante participación con la Selección Uruguaya sub-17 que participó del Sudamericano de Venezuela 2016, obteniendo el 4.º puesto, quedando fuera de la clasificación para el Mundial Sub-17 por tan solo un gol de diferencia con la Selección colombiana.
Con la preparación temprana de la Selección Sub-17, se participó en septiembre del 2016 en un Torneo Cuadrangular Internacional Juegos Federados Región Centro (Santa Fe-Argentina) realizado por la AFA donde fue invitada la AUF a participar, se clasificó Campeón invicto del Torneo con una categoría de jugadoras Sub-15 que integran la preselección Sub-17.
Con la selección mayor enfrentó recientemente a la Selección de Alemania Universitaria, empatado en 1 tanto por bando, con un excelente desempeño de las jugadoras; a la vez se jugaron encuentros amistosos con la Selección Argentina en la categoría mayor, donde en el encuentro revancha, jugado en Buenos Aires, se logró una victoria histórica para el fútbol de mujeres ya que fue la primera vez que se le ganó a una Selección Argentina de esa categoría. En el torneo Sudamericano desarrollado en la Ciudad de San Juan, el combinado celeste Sub-17 obtuvo la primera victoria ante su similar de Brasil en lo que marca un hecho histórico para la categoría, además de clasificar en el 3.er lugar obteniendo la medalla de bronce. A nivel de selección sub-20, en el mes de marzo de 2021 clasificó a 2.ª fase en el Sudamericano de la categoría quedando entre las 4 mejores selecciones de América conjuntamente con Brasil, Colombia y Venezuela. Con la selección mayor se ha obtenido un rendimiento que viene en ascenso y se han obtenido resultados satifactorios como el empate obtenido por primera vez ante la Selección absoluta de Chile, en fecha FIFA en el mes de septiembre/2021, en tierras chilenas, y las 2 victorias en Buenos Aires ante equipos poderosos como los son Boca Juniors (3-0) y River Plate( 2-1) apuntando a la próxima Copa América a desarrollarse en el 2022 en Colombia.En el año 2022, Sudamericano Sub-20 realizado en la Calera -Chile, Uruguay vence por primera vez a la Selección de Venezuela en cualquiera de sus categorías.

## Indumentaria
| 2017-2018 | 2018-2019 | 2019-2021 | 2021-2022 | 2022-2024 | 2024 (Edición 8M) | 2024 | 2025-Actual |

### Visitante
| 2017-2018 | 2018-2020 | 2021-2022 | 2022-2024 | 2024 (Edición 8M) | 2024 | 2025-Actual |

### Proveedores
| Período       | Proveedor | Logo |
| ------------- | --------- | ---- |
| 1991-2012     |           |      |
| 2013-2015     | Mass      |      |
| 2015-2016     | Luanvi    |      |
| 2017-2024     | Puma      |      |
| 2025-presente | Nike      |      |

## Últimos partidos y próximos encuentros
Actualizado al último partido jugado el 1 de agosto de 2025
| Fecha      | Ciudad       | Local     | Resultado      | Visitante | Competición                       |
| ---------- | ------------ | --------- | -------------- | --------- | --------------------------------- |
| 30-11-2024 | Viña del Mar | Chile     | 1:0            | Uruguay   | Partido amistoso                  |
| 03-12-2024 | Santiago     | Chile     | 0:1            | Uruguay   | Partido amistoso                  |
| 21-02-2025 | Ypané        | Paraguay  | 1:2            | Uruguay   | Partido amistoso                  |
| 24-02-2025 | Ypané        | Paraguay  | 0:1            | Uruguay   | Partido amistoso                  |
| 30-05-2025 | Puebla       | México    | 2:2            | Uruguay   | Partido amistoso                  |
| 03-06-2025 | Tlaxcala     | México    | 1:0            | Uruguay   | Partido amistoso                  |
| 11-07-2025 | Quito        | Ecuador   | 2:2            | Uruguay   | Copa América Femenina 2025        |
| 15-07-2025 | Quito        | Uruguay   | 0:1            | Argentina | Copa América Femenina 2025        |
| 18-07-2025 | Quito        | Uruguay   | 1:0            | Perú      | Copa América Femenina 2025        |
| 24-07-2025 | Quito        | Chile     | 0:3            | Uruguay   | Copa América Femenina 2025        |
| 29-07-2025 | Quito        | Brasil    | 5:1            | Uruguay   | Copa América Femenina 2025        |
| 01-08-2025 | Quito        | Argentina | 2:2 (5:4 pen.) | Uruguay   | Copa América Femenina 2025        |
| 28-10-2025 | Montevideo   | Uruguay   | :              | Argentina | Liga de Naciones Femenina 2025-26 |
| 28-11-2025 | Asunción     | Paraguay  | :              | Uruguay   | Liga de Naciones Femenina 2025-26 |
| 2-12-2025  | Montevideo   | Uruguay   | :              | Ecuador   | Liga de Naciones Femenina 2025-26 |

## Jugadoras

### Última convocatoria
Lista de convocadas para disputar la Copa América Femenina 2025 del 12 de julio al 2 de agosto de 2025.

## Estadísticas

### Copa Mundial Femenina de Fútbol
| Edición | Resultado               | Posición                | PJ                      | PG                      | PE                      | PP                      | GF                      | GC                      |
| ------- | ----------------------- | ----------------------- | ----------------------- | ----------------------- | ----------------------- | ----------------------- | ----------------------- | ----------------------- |
| 1991    | No existía la selección | No existía la selección | No existía la selección | No existía la selección | No existía la selección | No existía la selección | No existía la selección | No existía la selección |
| 1995    | No existía la selección | No existía la selección | No existía la selección | No existía la selección | No existía la selección | No existía la selección | No existía la selección | No existía la selección |
| 1999    | No clasificó            | No clasificó            | No clasificó            | No clasificó            | No clasificó            | No clasificó            | No clasificó            | No clasificó            |
| 2003    | No clasificó            | No clasificó            | No clasificó            | No clasificó            | No clasificó            | No clasificó            | No clasificó            | No clasificó            |
| 2007    | No clasificó            | No clasificó            | No clasificó            | No clasificó            | No clasificó            | No clasificó            | No clasificó            | No clasificó            |
| 2011    | No clasificó            | No clasificó            | No clasificó            | No clasificó            | No clasificó            | No clasificó            | No clasificó            | No clasificó            |
| 2015    | No clasificó            | No clasificó            | No clasificó            | No clasificó            | No clasificó            | No clasificó            | No clasificó            | No clasificó            |
| 2019    | No clasificó            | No clasificó            | No clasificó            | No clasificó            | No clasificó            | No clasificó            | No clasificó            | No clasificó            |
| 2023    | No clasificó            | No clasificó            | No clasificó            | No clasificó            | No clasificó            | No clasificó            | No clasificó            | No clasificó            |
| 2027    | Por definir             | Por definir             | Por definir             | Por definir             | Por definir             | Por definir             | Por definir             | Por definir             |
| Total   | 0/9                     | -                       | -                       | -                       | -                       | -                       | -                       | -                       |

### Juegos Olímpicos
| Edición             | Resultado               | Posición                | PJ                      | PG                      | PE                      | PP                      | GF                      | GC                      |                         |
| ------------------- | ----------------------- | ----------------------- | ----------------------- | ----------------------- | ----------------------- | ----------------------- | ----------------------- | ----------------------- | ----------------------- |
| Atlanta 1996        | No existía la selección | No existía la selección | No existía la selección | No existía la selección | No existía la selección | No existía la selección | No existía la selección | No existía la selección | No existía la selección |
| Sídney 2000         | No clasificó            | No clasificó            | No clasificó            | No clasificó            | No clasificó            | No clasificó            | No clasificó            | No clasificó            | No clasificó            |
| Atenas 2004         | No clasificó            | No clasificó            | No clasificó            | No clasificó            | No clasificó            | No clasificó            | No clasificó            | No clasificó            | No clasificó            |
| Pekín 2008          | No clasificó            | No clasificó            | No clasificó            | No clasificó            | No clasificó            | No clasificó            | No clasificó            | No clasificó            | No clasificó            |
| Londres 2012        | No clasificó            | No clasificó            | No clasificó            | No clasificó            | No clasificó            | No clasificó            | No clasificó            | No clasificó            | No clasificó            |
| Río de Janeiro 2016 | No clasificó            | No clasificó            | No clasificó            | No clasificó            | No clasificó            | No clasificó            | No clasificó            | No clasificó            | No clasificó            |
| Tokio 2020          | No clasificó            | No clasificó            | No clasificó            | No clasificó            | No clasificó            | No clasificó            | No clasificó            | No clasificó            | No clasificó            |
| París 2024          | No clasificó            | No clasificó            | No clasificó            | No clasificó            | No clasificó            | No clasificó            | No clasificó            | No clasificó            | No clasificó            |
| Los Ángeles 2028    | Por definirse           | Por definirse           | Por definirse           | Por definirse           | Por definirse           | Por definirse           | Por definirse           | Por definirse           | Por definirse           |
| Total               | 0/8                     | -                       | -                       | -                       | -                       | -                       | -                       | -                       |                         |

### Copa América Femenina
| Edición | Resultado               | Posición                | PJ                      | PG                      | PE                      | PP                      | GF                      | GC                      | Goleadora                               |
| ------- | ----------------------- | ----------------------- | ----------------------- | ----------------------- | ----------------------- | ----------------------- | ----------------------- | ----------------------- | --------------------------------------- |
| 1991    | No existía la selección | No existía la selección | No existía la selección | No existía la selección | No existía la selección | No existía la selección | No existía la selección | No existía la selección | No existía la selección                 |
| 1995    | No existía la selección | No existía la selección | No existía la selección | No existía la selección | No existía la selección | No existía la selección | No existía la selección | No existía la selección | No existía la selección                 |
| 1998    | Fase de grupos          | 8.º                     | 4                       | 0                       | 2                       | 2                       | 6                       | 8                       | Sin datos                               |
| 2003    | Fase de grupos          | 9.º                     | 2                       | 0                       | 0                       | 2                       | 1                       | 11                      | G. Lemos: 1                             |
| 2006    | Tercer lugar            | 3.º                     | 7                       | 3                       | 0                       | 4                       | 7                       | 14                      | A. Souza: 4                             |
| 2010    | Fase de grupos          | 10.º                    | 4                       | 0                       | 0                       | 4                       | 2                       | 21                      | C. Birizamberri y P. Viera: 1           |
| 2014    | Fase de grupos          | 7.º                     | 4                       | 2                       | 0                       | 2                       | 5                       | 9                       | P. González: 2                          |
| 2018    | Fase de grupos          | 8.º                     | 4                       | 0                       | 1                       | 3                       | 2                       | 11                      | Y. Badell y S. Ramírez : 1              |
| 2022    | Fase de grupos          | 8.º                     | 4                       | 1                       | 0                       | 3                       | 6                       | 9                       | P. González y E. Pizarro: 2             |
| 2025    | Cuarto lugar            | 4.º                     | 6                       | 2                       | 2                       | 2                       | 9                       | 10                      | B. Aquino, W. Carballo y P. González: 2 |
| Total   | 8/10                    | 9.º                     | 35                      | 8                       | 5                       | 22                      | 38                      | 93                      | P. González: 6                          |

### Juegos Panamericanos
| Edición | Resultado      | Posición     | PJ           | PG           | PE           | PP           | GF           | GC           |
| ------- | -------------- | ------------ | ------------ | ------------ | ------------ | ------------ | ------------ | ------------ |
| 1999    | No clasificó   | No clasificó | No clasificó | No clasificó | No clasificó | No clasificó | No clasificó | No clasificó |
| 2003    | No clasificó   | No clasificó | No clasificó | No clasificó | No clasificó | No clasificó | No clasificó | No clasificó |
| 2007    | Fase de grupos | 9.º          | 4            | 0            | 1            | 3            | 3            | 16           |
| 2011    | No clasificó   | No clasificó | No clasificó | No clasificó | No clasificó | No clasificó | No clasificó | No clasificó |
| 2015    | No clasificó   | No clasificó | No clasificó | No clasificó | No clasificó | No clasificó | No clasificó | No clasificó |
| 2019    | No clasificó   | No clasificó | No clasificó | No clasificó | No clasificó | No clasificó | No clasificó | No clasificó |
| 2023    | No clasificó   | No clasificó | No clasificó | No clasificó | No clasificó | No clasificó | No clasificó | No clasificó |
| 2027    | Clasificada    | Clasificada  | Clasificada  | Clasificada  | Clasificada  | Clasificada  | Clasificada  | Clasificada  |
| Total   | 2/8            | 16.º         | 4            | 0            | 1            | 3            | 3            | 16           |

## Otras categorías

### Mejor participación internacional oficial en sub-17
Sudamericano Femenino
- 2012 Vicecampeonas (Ganadora Invicta Grupo A)
- 2016 Primera Ronda - 5.º Puesto
- 2018 2.º puesto - (compartido con Colombia, quedando 3.º por diferencia de 1 gol. Ganadora invicta Grupo B)

### Mejor participación internacional oficial en sub-20
Liga Sudamericana
Buenos Aires - ARGENTINA
- 2019 - 3.er Puesto, Medalla de Bronce,Torneo Oficial de Liga Sudamericana Sub -19

Sudamericano Femenino
San Luis- ARGENTINA 2020
- 2020 - Clasificación a 2.ª fase junto con Brasil,Colombia y Venezuela.

La Calera-Chile 2022
- 2022-  Clasificación a 2.ª fase junto con Brasil,Colombia y Venezuela - 3.er Puesto, Medalla de Bronce

### Trofeos y medallas
- 2012- Selección Femenina Uruguay Sub-17 Medalla de Plata Sudamericano Femenino Sub-17 - Bolivia

- 2016- Selección Femenina Uruguay Sub-17 Campeonas "Copa Integración" vs. Selección de Colonia. (Estadio A. Supicci)
- 2016- Selección Femenina Uruguay Sub-15 Campeonas Cuadrangular Internacional Juegos Federados Región Centro (Santa Fe-ARG)
- 2018- Selección Femenina Uruguay Sub-17 Vicecampeón Cuadrangular Internacional Copa Buenos Aires Provincia (Mar del Plata-Feb)
- 2018- Selección Femenina Uruguay Sub-17 Ganador Trofeo Fair Play Cuadrangular Internacional Copa Buenos Aires Provincia (Mar del Plata-Feb)
- 2018- Selección Femenina Uruguay Sub-17 Medalla de Bronce Sudamericano Femenino Sub-17 - San Juan, Argentina.
- 2018- Selección Femenina Uruguay Sub-17 Trofeo Memoria y Amistad Uruguay Sub-17- Selección Sub-17 ELITE-Kunming,Hebei CHINA
- 2018- Selección Femenina Uruguay Sub-17 Trofeo Memoria y Amistad Uruguay Sub-17- Selección Sub-20 ELITE-Kunming,Hebei CHINA
- 2018- Selección Femenina Uruguay Sub-17 Trofeo Memoria y Amistad Uruguay Sub-17- Selección Sub-17 ChuXiong,Yunnan CHINA
- 2019- Selección Femenina Sub-20 Medalla de Bronce Liga Sudamericana de Fútbol Sub-19- Buenos Aires - Argentina
- 2020- Selección femenina URUGUAY Sub-20- clasificada entre las 4 mejores Selecciones de América en conjunto con Brasil,Colombia y Venezuela,debido a la Pandemia de Covid-19 Conmebol suspendió la 2.ª fase final quedando inconcluso dicho torneo, San Luis - ARGENTINA
- 2021- Selección Femenina Mayor Campeona Copa Banco de Seguros del Estado vs Selección absoluta de Puerto Rico, Montevideo - URUGUAY
- 2022- Selección Femenina Sub-20 Medalla de Bronce 3.er puesto Sudamericano Femenino Sub-20 - La Calera  - CHILE

### Hechos relevantes
2018- Selección Femenina Uruguay Sub-17 vence por primera vez a su similar de Brasil, consiguiendo la victoria por 2 tantos a 1 en el Torneo Sudamericano de San Juan (ARG)
2019 - Selección Femenina Uruguay Mayores, 4 de marzo - Amistoso internacional en ciudad de Tours -(FRANCIA)
2021 - Selección femenina Mayor Uruguay,17 de septiembre,consigue un empate por primera vez en tierras chilenas, 2 a 2, ante la Selección absoluta femenina de Chile. (CHILE)
2021 - Actualmente la Selección de Uruguay tiene a su delantera Esperanza Pizarro como máxima artillera del Sudamericano Sub-20 y nominada por FIFA, en el 2018 como el       "Mejor Gol del Mundial" de la categoría organizado ese año (URUGUAY).
2021 - La Selección femenina Sub-20, durante este proceso, ha conseguido el récord de victorias consecutivas (de 9 partidos ganados en forma seguida) 
- Liga Desarrollo en Argentina (2) - 2019
- Amistoso internacional vs. Selección Argentina (2) - 2019
- Amistoso internacional vs. Selección de Chile (2) - 2020
- Sudamericano Sub-20 - Argentina (3) -2020

2022 - La Selección Sub-20 consigue la mayor goleada (Uruguay 13 Bolivia 0) considerada histórica por Conmebol en todas las categorías
2022 - La jugadora Belén Aquino se consagra como la máxima goleadora del Torneo con 10 goles        
2022- Juegos Odesur. En octubre de ese año la Selección Sub-20 Femenina obtiene el 2° puesto logrando la medalla de Plata. Director Técnico Daniel Pérez Carrara